# Gündüz Kılıç
Gündüz Kılıç (* 29. Oktober 1918 in Istanbul; † 17. Mai 1980 in New York City) war ein türkischer Fußballspieler und -trainer. Durch seine langjährige Tätigkeit für Galatasaray Istanbul wird er stark mit diesem Verein assoziiert. Auf Fan- und Vereinsseite wird er als einer der bedeutendsten Spieler und Trainer der Klubgeschichte aufgefasst. Sein Spitzname, unter dem er heute noch bekannt ist, lautet Baba (Vater).

## Karriere

### Als Spieler
Kılıç kam als Schüler des Galatasaray-Gymnasiums zum ersten Mal mit dem Fußball in Berührung. Im Jahr 1934 kam Kılıç in die erste Mannschaft und wurde dort als Mittelstürmer eingesetzt. In seiner ersten Saison (1935/36) erzielte der Stürmer in der İstanbul Ligi 16 Tore in 12 Spielen. In der Saison 1938/39 kam er nicht zu Einsätzen, weil er für ein Jahr nach Deutschland zum Studieren ging. Am 30. Juni 1940 trafen Beşiktaş Istanbul und Galatasaray aufeinander. Das Ergebnis lautete nach 90. Spielminuten 9:2 für die Gelb-roten; fünf der neun Tore waren von Gündüz Kılıç. Seinen ersten Titel als Spieler gewann Kılıç in der Spielzeit 1941/42 mit dem İstanbul Kupası (Istanbul-Pokal). Die Mannschaft konnte ein Jahr darauf den Titel verteidigen. Aufgrund seiner Wehrpflicht wechselte Kılıç für eine Saison zu Ankara Demirspor.
Danach spielte er weitere sieben Jahre im Trikot von Galatasaray. Sein letztes Spiel als aktiver Fußballer war am 3. Mai 1952 gegen İstanbulspor.
Für die Türkei spielte Kılıç von 1936 bis 1951. Er kam zu 11 Spielen und erzielte fünf Tore, außerdem nahm er mit der Nationalmannschaft an den Olympischen Sommerspielen 1948 in London teil. Während der Spiele kam der Stürmer zu zwei Einsätzen und traf zweimal das Tor.

### Als Trainer
Fünf Monate nach seinem Rücktritt als Spieler wurde Gündüz Kılıç Trainer von Galatasaray Istanbul. Es folgte eine Saison bei Vefa Istanbul und ein Einsatz als Nationaltrainer der Türkei am 17. Oktober 1954 gegen Jugoslawien. Zwei Wochen nach der Leitung der Nationalmannschaft kehrte der ehemalige Stürmer zurück auf die Trainerbank von Galatasaray. Am Ende der Saison 1954/55 gewann er mit seiner Mannschaft die İstanbul Profesyonel Ligi. Im Sommer 1955 verpflichtete Kılıç Metin Oktay von İzmirspor. Die İstanbul Profesyonel Ligi konnte in der darauffolgenden Saison verteidigt werden, dadurch qualifizierte sich Galatasaray als erste türkische Mannschaft für den Europapokal der Landesmeister (heute UEFA Champions League). Nach der Saison 1956/57 verließ Kılıç Galatasaray.
Nach einer zweijährigen Pause kehrte er als Trainer von Feriköy SK zurück und nahm mit seiner Mannschaft an der ersten Saison der neu gegründeten Millî Lig teil. Vor dem letzten Spiel der Saison trat Kılıç zurück und wurde in der darauffolgenden Saison erneut Trainer bei Galatasaray. 1962 wurde er zum ersten Mal Türkischer Meister. Ein Jahr später konnte die Meisterschaft verteidigt und der neu ausgetragene Türkische Pokal gewonnen werden. Kılıç war damit der erste Trainer, der das Double gewann. Er gewann mit seiner Mannschaft in den Jahren 1965 und 1966 den Türkischen Pokal. Im September 1966 wurde die Cumhurbaşkanlığı Kupası gewonnen.
Nach sieben Jahren verließ Gündüz Kılıç Galatasaray endgültig. Es folgten Engagements bei Altay Izmir und Beşiktaş Istanbul. 1972 beendete Kılıç seine Karriere als Trainer. 1979 wurde bei ihm Lungenkrebs festgestellt, seine Krebstherapie wurde in New York City durchgeführt. Am 17. Mai 1980 starb er an den Folgen seiner Krankheit in Istanbul.

## Erfolge

### Als Spieler
- Galatasaray Istanbul
  - İstanbul Kupası (2): 1941/42, 1942/43
  - İstanbul Futbol Ligi: 1948/49

### Als Trainer
- Galatasaray Istanbul
  - İstanbul Profesyonel Ligi (2): 1954/55, 1955/56
  - Millî Lig (2): 1961/62, 1962/63,
  - Türkiye Kupası (3): 1962/63, 1964/65, 1965/66
  - Cumhurbaşkanlığı Kupası: 1966